# Tiger (roman, 2016)
Tiger är en spänningsroman av artisten och författaren Nilla Nielsen, utgiven 14 september 2016.  Boken är Nielsens romandebut, men hon har tidigare även skrivit självbiografin Valhajsflickan – en sann berättelse om och av en överlevare.

## Handling
Tiger, en visionär med ett mörkt förflutet, rekryteras av cellen Law of Nature, för världsförbättrande insatser. Hennes erfarenheter av mänskliga relationer har lämnat henne skadad. Hon har levt som ett djur i en bur. Till slut fattar hon mod att fly, till en annan kontinent, och finner sin fristad i ett kampsportsläger i Thailands berg nära Burma. Tiger vet inte exakt vad hon ger sig in på när hon antar det första uppdraget. Men hon litar på cellen, LON, som delar hennes otåligt brinnande önskan om en bättre värld. Kontakten knyts på en glamorös nattklubb i New Yorks innekrets bland rockstjärnor och skådespelare, och snart befinner hon sig på andra sidan jorden, i Manilas stinkande hamn där hon mönstrar på en illegal hajfiskebåt.
Shark Attack One i Filippinerna blir det första av en rad uppdrag där Tiger med livet som insats kämpar mot onda makter.
Hennes fars plötsliga och mystiska dödsfall gör att hon åter får djupare kontakt med sin familj i Skåne, men en skrämmande och oväntad verklighet uppenbarar sig.
Tiger har en intensiv historia med flera starka kvinnliga karaktärer, som vid en filmatisering lätt passerar Bechdeltestet. Huvudpersonen Signe, som går under smeknamnet Tiger, blir värvad för mycket specifika uppdrag runt om i världen. Tiger är en hjältinna som brinner för sin övertygelse, men hon är samtidigt högst mänsklig med allt vad det innebär av brister, egenheter och bakgrund.

## Fotnoter
1. ↑  Intervju om Tiger Arkiverad 16 september 2016 hämtat från the Wayback Machine., Helsingborgs Dagblad, 14/9 2016